# Tommy Lee Jones
Tommy Lee Jones (San Saba, Texas, 15 de septiembre de 1946) es un actor y cineasta estadounidense. Ha recibido cuatro nominaciones al Premio Óscar, ganando el premio en la categoría de mejor actor de reparto por su actuación como el alguacil Samuel Gerard en la película de suspense de 1993 El fugitivo.
Otros de sus papeles destacados incluyen al ranger Woodrow F. Call en la miniserie Lonesome Dove, el agente K en la serie cinematográfica de Hombres de negro, al alguacil Ed Tom Bell en No Country for Old Men, al villano Dos Caras en Batman Forever, al terrorista William "Bill" Strannix en Under Siege, al ranger Roland Sharp en Man of the House, el ranchero Pete Perkins en Los tres entierros de Melquiades Estrada, el coronel Chester Phillips en Capitán América: el primer vengador, el director de la CIA Robert Dewey en Jason Bourne y a Warden Dwight McClusky en Natural Born Killers.
Jones también ha encarnado figuras de la vida real como el empresario Howard Hughes en The Amazing Howard Hughes, el congresista republicano radical Thaddeus Stevens en Lincoln, el asesino Gary Gilmore en The Executioner's Song, el general del ejército estadounidense Douglas MacArthur en Emperor, Oliver Lynn en Coal Miner's Daughter y el jugador de béisbol Ty Cobb en Cobb.

## Primeros años

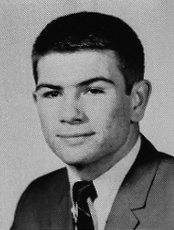
Jones en 1964.

Jones nació en San Saba, Texas. Su madre, Lucille Marie —cuyo apellido de soltera era Scott—, era oficial de policía, maestra y dueña de un salón de belleza, y su padre, Clyde C. Jones, trabajaba en un campo petrolífero. Sus padres se casaron y divorciaron en dos ocasiones. Jones se crio en Midland, Texas, y asistió a la Robert E. Lee High School.
Más tarde se mudó a Dallas y se graduó en la universidad St. Mark's School of Texas, a donde asistió con una beca. Estudió en Harvard con una beca, universidad en la que coincidió con el futuro vicepresidente Al Gore. En Harvard jugó como guard ofensivo en un equipo de fútbol americano universitario en la temporada de 1968 y fue nominado al primer equipo de la selección de la Ivy League. Se graduó cum laude con un Bachelor of Arts en filología inglesa en 1969; su tesis se trató sobre "la mecánica del catolicismo" en las obras de Flannery O'Connor.

## Carrera

### Primeros papeles (década de 1960–1980)

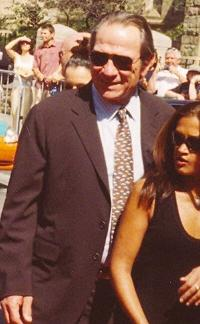
Jones en 2006.

Jones se mudó a la ciudad de Nueva York para iniciar una carrera en la actuación, haciendo su debut en el teatro de Broadway en la obra de 1969 A Patriot for Me en un número variado de roles de reparto. En 1970 debutó en el cine, interpretando coincidencialmente a un estudiante de Harvard en la cinta Love Story.
En 1971 regresó a Broadway en la obra de Abe Burrows Four on a Garden, donde compartió escenario con Carol Channing y Sid Caesar. Entre 1971 y 1975 encarnó al doctor Mark Toland en la telenovela One Life to Live. Retornó a las tablas en 1974 en la producción de Ulysses in Nighttown con Zero Mostel, seguida de un papel protagónico en el telefilme The Amazing Howard Hughes.
En la década de 1970 realizó varias apariciones en la pantalla grande. Interpretó a un convicto en la película Jackson County Jail (1976), a un veterano de la guerra de Vietnam en Rolling Thunder (1977), a un magnate del automóvil junto con Laurence Olivier en The Betsy y a un detective en The Eyes of Laura Mars de 1978.
En 1980 ganó su primera nominación a los premios Globo de Oro por interpretar al esposo de la cantante Loretta Lynn en la popular película Coal Miner's Daughter. En 1981 interpretó a un vago en Back Roads, una comedia que recibió críticas poco favorables.

### Popularidad (1983–2004)
En 1983 recibió un premio Emmy como mejor actor por su papel como el asesino Gary Gilmore en una adaptación televisiva titulada The Executioner's Song. El mismo año encarnó al pirata Bully Hayes en la película Nate and Hayes. En 1989 obtuvo otra nominación al Emmy por su interpretación del ranger Woodrow F. Call en la aclamada miniserie de televisión Lonesome Dove, basada en la popular novela de Larry McMurtry.
En la década de 1990, éxitos de taquilla como El fugitivo con Harrison Ford, Batman Forever con Val Kilmer y Hombres de negro con Will Smith convirtieron a Jones en uno de los actores mejor pagados de Hollywood. Su interpretación del alguacil Samuel Gerard en El fugitivo recibió aclamación crítica y le valió ganar un Premio de la Academia en la categoría mejor actor de reparto. Cuando asistió a la ceremonia de entrega del premio, su cabeza estaba rapada por su participación en la película Cobb, a lo que se refirió en su discurso: "Lo único que un hombre puede decir en un momento como este es 'no soy realmente calvo'. En realidad, tengo suerte de estar trabajando".
Entre otros de sus papeles más reconocidos en la década de 1990 se encuentran el conspirador Clay Bertrand en la cinta de 1991 JFK (que le valió otra nominación al Óscar), el terrorista William Stranix en la película de acción Under Siege y Warden Dwight McClusky en Natural Born Killers. Coprotagonizó junto con Clint Eastwood la película de 2000 Space Cowboys.

### Actualidad (2005–presente)

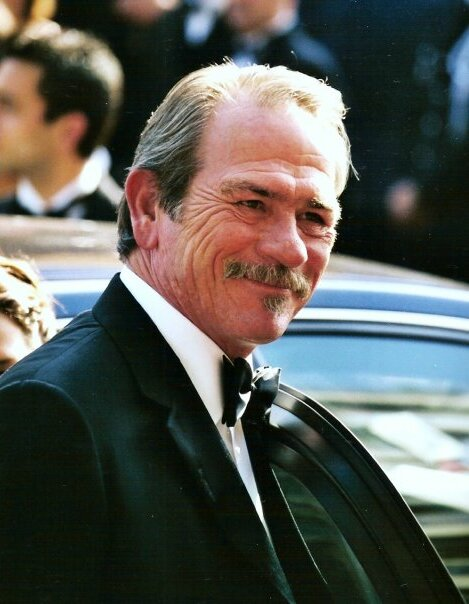
Jones en el Festival de Cine de Cannes de 2005.

En 2005, la primera película dirigida por Jones, Los tres entierros de Melquiades Estrada, fue exhibida en el Festival de Cine de Cannes. El personaje interpretado por Jones habla español e inglés en la cinta. Su actuación le valió obtener el premio a mejor actor entregado en el festival. Su primera producción como director había sido el telefilme de 1995 The Good Old Boys.
Dos sólidas actuaciones en 2007 marcaron el resurgimiento de la carrera de Jones, la primera como un padre asediado que investiga la desaparición de su hijo soldado en In the Valley of Elah y la segunda como un alguacil tratando de resolver un crimen en la galardonada No Country for Old Men. Por la primera, Jones recibió una nominación a mejor actor en los premios Óscar.
En 2010 apareció junto a Ben Affleck en la cinta dramática The Company Men. La película se exhibió en el Festival de Cine de Sundance, tras lo cual la actuación de Jones fue alabada por la crítica especializada. Ingresó en el universo cinematográfico de Marvel en la cinta Capitán América: el primer vengador. Dirigió, produjo y protagonizó junto con Samuel L. Jackson una adaptación de la popular obra The Sunset Limited.
En 2012 hubo otro punto alto en la carrera de Tommy Lee Jones, iniciando con su papel del Agente K en Hombres de negro III, su actuación en la comedia romántica Hope Springs y su participación en la cinta de Steven Spielberg Lincoln, actuación que fue alabada por la crítica y que le valió recibir su cuarta nominación al Óscar, en este caso en la categoría de mejor actor de reparto.

## Vida personal

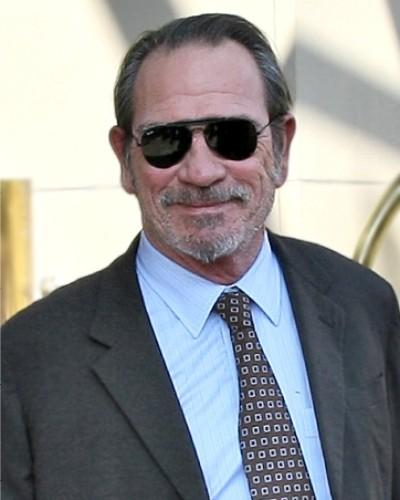
Jones en 2007.

Jones estuvo casado con Kate Lardner, hija del periodista y guionista Ring Lardner Jr., entre 1971 y 1978. Tuvo dos hijos con su segunda esposa Kimberlea Cloughley: Austin Leonard (nacido en 1982) y Victoria Kafka (nacida en 1991). El 19 de marzo de 2001 contrajo matrimonio con su tercera esposa, Dawn Laurel.
Tommy Lee reside de Terrell Hills, Texas, un suburbio de San Antonio, y habla español de manera fluida, como tuvo la oportunidad de demostrar en una visita al Festival de cine de San Sebastián, donde realizó en español la práctica totalidad de sus entrevistas. Posee un rancho en su natal San Saba, Texas y un rancho cerca de Van Horn, que sirvió como escenario para la grabación de su película Los tres entierros de Melquiades Estrada. También es dueño de una casa y una granja en Wellington, Florida. Jones practica el polo y tuvo una casa en un club de polo en Buenos Aires, Argentina. Es un ávido fanático del equipo de baloncesto San Antonio Spurs, acompañando regularmente las presentaciones de la escuadra. En la Convención Nacional Demócrata del año 2000 pronunció el discurso de nominación para su compañero de cuarto en la universidad, Al Gore, como el candidato del Partido Demócrata para aspirar a la Presidencia de los Estados Unidos.

## Filmografía

### Cine
| Año  | Título                                  | Personaje                 | Director                 | Notas                                  |
| ---- | --------------------------------------- | ------------------------- | ------------------------ | -------------------------------------- |
| 1970 | Love Story                              | Hank Simpson              | Arthur Hiller            |                                        |
| 1973 | Life Study                              | Gus                       | Michael Nebbia           |                                        |
| 1975 | Eliza's Horoscope                       | Tommy Lee                 | Gordon Sheppard          |                                        |
| 1976 | Jackson County Jail                     | Coley Blake               | Michael Miller           |                                        |
| 1976 | Charlie's Angels piloto                 | Aram Kolegian             | Iván Golf                |                                        |
| 1977 | Rolling Thunder                         | Johnny Vohden             | John Flynn               |                                        |
| 1978 | The Betsy                               | Angelo Perino             | Daniel Petrie            |                                        |
| 1978 | Eyes of Laura Mars                      | John Neville              | Irvin Kershner           |                                        |
| 1980 | Coal Miner's Daughter                   | Doolittle "Mooney" Lynn   | Michael Apted            |                                        |
| 1980 | Barn Burning                            | Ab Snopes                 | Peter Werner             | Corto                                  |
| 1981 | Back Roads                              | Elmore Pratt              | Martin Ritt              |                                        |
| 1983 | Nate and Hayes                          | Bully Hayes               | Ferdinand Fairfax        |                                        |
| 1984 | The River Rat                           | Billy                     | Thomas Rickman           |                                        |
| 1986 | The Park Is Mine                        | Mitch                     | Steven Hilliard Stern    |                                        |
| 1986 | Black Moon Rising                       | Sam Quint                 | Harley Cokliss           |                                        |
| 1987 | The Big Town                            | George Cole               | Ben Bolt & Harold Becker |                                        |
| 1988 | Stormy Monday                           | Cosmo                     | Mike Figgis              |                                        |
| 1988 | Gotham                                  | Eddie Mallard             | Lloyd Fonvielle          |                                        |
| 1989 | The Package                             | Thomas Boyette            | Andrew Davis             |                                        |
| 1990 | Fire Birds                              | Brad Little               | David Green              |                                        |
| 1991 | JFK                                     | Clay Shaw / Clay Bertrand | Oliver Stone             |                                        |
| 1992 | Under Siege                             | William Strannix          | Andrew Davis             |                                        |
| 1993 | House of Cards                          | Jake Beerlander           | Michael Lessac           |                                        |
| 1993 | The Fugitive                            | Samuel Gerard             | Andrew Davis             |                                        |
| 1993 | Heaven & Earth                          | Steve Butler              | Oliver Stone             |                                        |
| 1994 | Blown Away                              | Ryan Gaerity              | Stephen Hopkins          |                                        |
| 1994 | The Client                              | Roy Foltrigg              | Joel Schumacher          |                                        |
| 1994 | Natural Born Killers                    | Warden Dwight McClusky    | Oliver Stone             |                                        |
| 1994 | Blue Sky                                | Henry "Hank" Marshall     | Tony Richardson          |                                        |
| 1994 | Cobb                                    | Ty Cobb                   | Ron Shelton              |                                        |
| 1995 | Batman Forever                          | Harvey Dent               | Joel Schumacher          |                                        |
| 1997 | Volcano                                 | Mike Roark                | Mick Jackson             |                                        |
| 1997 | Hombres de negro                        | Agente K                  | Barry Sonnenfeld         |                                        |
| 1998 | U.S. Marshals                           | Samuel Gerard             | Stuart Baird             |                                        |
| 1998 | Small Soldiers                          | Chip Hazard               | Joe Dante                | Voz                                    |
| 1999 | Double Jeopardy                         | Travis Lehman             | Bruce Beresford          |                                        |
| 2000 | Rules of Engagement                     | Hayes "Hodge" Hodges      | William Friedkin         |                                        |
| 2000 | Space Cowboys                           | William "Hawk" Hawkins    | Clint Eastwood           |                                        |
| 2002 | Hombres de negro II                     | Agente K                  | Barry Sonnenfeld         |                                        |
| 2003 | The Hunted                              | Teniente Bonham           | William Friedkin         |                                        |
| 2003 | The Missing                             | Samuel Jones              | Ron Howard               |                                        |
| 2005 | Man of the House                        | Roland Sharp              | Stephen Herek            | También productor ejecutivo            |
| 2005 | The Three Burials of Melquiades Estrada | Pete Perkins              | Él mismo                 | También productor y director           |
| 2006 | A Prairie Home Companion                | Axeman                    | Robert Altman            |                                        |
| 2007 | No Country for Old Men                  | Ed Tom Bell               | Hermanos Coen            |                                        |
| 2007 | In the Valley of Elah                   | Hank Deerfield            | Paul Haggis              |                                        |
| 2009 | In the Electric Mist                    | Dave Robicheaux           | Bertrand Tavernier       |                                        |
| 2010 | The Company Men                         | Gene McClary              | John Wells               |                                        |
| 2011 | Capitán América: el primer vengador     | Coronel Chester Phillips  | Joe Johnston             |                                        |
| 2012 | Hombres de negro III                    | Agente K                  | Barry Sonnenfeld         |                                        |
| 2012 | Hope Springs                            | Arnold Soames             | David Frankel            |                                        |
| 2012 | Lincoln                                 | Thaddeus Stevens          | Steven Spielberg         |                                        |
| 2012 | Emperor                                 | Douglas MacArthur         | Peter Webber             |                                        |
| 2013 | The Family                              | Robert Stansfield         | Luc Besson               |                                        |
| 2014 | The Homesman                            | George Briggs             | Él mismo                 | También director y productor ejecutivo |
| 2016 | Criminal                                | Dr. Franks                | Ariel Vromen             |                                        |
| 2016 | Jason Bourne                            | Robert Dewey              | Paul Greengrass          |                                        |
| 2016 | Mechanic: Resurrection                  | Max Adams                 | Dennis Gansel            |                                        |
| 2017 | Shock and Awe                           | Joseph L. Galloway        | Rob Reiner               |                                        |
| 2017 | Just Getting Started                    | Leo                       | Ron Shelton              |                                        |
| 2019 | Ad Astra                                | Clifford McBride          | James Gray               |                                        |
| 2019 | Arctic Dogs                             | Arctic Cell Phone         | Aaron Woodley            | Voz                                    |
| 2020 | The Comeback Trail                      | Duke Montana              | George Gallo             |                                        |
| 2023 | The Burial                              | Jeremiah O'Keefe          | Maggie Betts             |                                        |
| 2023 | Finestkind                              | Ray Eldridge              | Brian Helgeland          |                                        |

### Televisión
| Año     | Título                     | Rol                  | Notas                                            |
| ------- | -------------------------- | -------------------- | ------------------------------------------------ |
| 1971–77 | One Life to Live           | Dr. Mark Toland      |                                                  |
| 1975    | Barnaby Jones              | Dr. Jim Melford      | Episodio: "Fatal Witness"                        |
| 1976    | Smash-Up on Interstate 5   | Oficial Hutton       | Película                                         |
| 1976    | Baretta                    | Sharky               | Episodio: "Dead Man Out"                         |
| 1976    | Charlie's Angels           | Aram Kolegian        | Episodio: "Charlie's Angels"                     |
| 1976    | Family                     | David Needham        | Episodio: "Coming of Age"                        |
| 1977    | The Amazing Howard Hughes  | Howard Hughes        | Película                                         |
| 1982    | The Executioner's Song     | Gary Gilmore         | Película                                         |
| 1982    | The Rainmaker              | Starbuck             | Película                                         |
| 1984    | Cat on a Hot Tin Roof      | Brick Pollitt        | Película                                         |
| 1985    | The Park is Mine           | Mitch                | Película                                         |
| 1986    | Yuri Nosenko: Double Agent | Steve Daley          | Película                                         |
| 1987    | Broken Vows                | Pater Joseph McMahon | Película                                         |
| 1988    | Stranger on My Land        | Bud Whitman          | Película                                         |
| 1988    | April Morning              | Moses Cooper         | Película                                         |
| 1988    | Lonesome Dove              | Woodrow F. Call      | Miniserie, 4 episodios                           |
| 1995    | The Good Old Boys          | Hewey Calloway       | Película, también director                       |
| 2011    | The Sunset Limited         | White                | Película, también director y productor ejecutivo |

## Premios
Óscar
| Año  | Categoría              | Película            | Resultado |
| ---- | ---------------------- | ------------------- | --------- |
| 1992 | Mejor actor de reparto | JFK: caso abierto   | Nominado  |
| 1994 | Mejor actor de reparto | El fugitivo         | Ganador   |
| 2008 | Mejor actor            | En el valle de Elah | Nominado  |
| 2013 | Mejor actor de reparto | Lincoln             | Nominado  |

Globos de Oro
| Año  | Categoría                                              | Película           | Resultado |
| ---- | ------------------------------------------------------ | ------------------ | --------- |
| 2012 | Mejor actor de reparto                                 | Lincoln            | Nominado  |
| 1993 | Mejor actor de reparto                                 | El fugitivo        | Ganador   |
| 1989 | Mejor actor de reparto de serie, miniserie o telefilme | Lonesome Dove      | Nominado  |
| 1980 | Mejor actor - Comedia o musical                        | ¡Quiero ser libre! | Nominado  |

Premios BAFTA
| Año  | Categoría              | Película               | Resultado |
| ---- | ---------------------- | ---------------------- | --------- |
| 2013 | Mejor actor de reparto | Lincoln                | Nominado  |
| 2007 | Mejor actor de reparto | No Country for Old Men | Nominado  |
| 1993 | Mejor actor de reparto | El fugitivo            | Nominado  |
| 1992 | Mejor actor de reparto | JFK: caso abierto      | Nominado  |

Premios del Sindicato de Actores
| Año  | Categoría              | Película               | Resultado |
| ---- | ---------------------- | ---------------------- | --------- |
| 2013 | Mejor actor de reparto | Lincoln                | Ganador   |
| 2007 | Mejor reparto          | No Country for Old Men | Ganador   |
| 2007 | Mejor actor de reparto | No Country for Old Men | Nominado  |

Satellite Awards
| Año  | Categoría           | Película                                 | Resultado |
| ---- | ------------------- | ---------------------------------------- | --------- |
| 2007 | Mejor Actor - Drama | En el valle de Elah                      | Nominado  |
| 2005 | Mejor Actor - Drama | Los tres entierros de Melquiades Estrada | Nominado  |

Festival Internacional de Cine de Cannes
| Año  | Categoría   | Película                                 | Resultado |
| ---- | ----------- | ---------------------------------------- | --------- |
| 2005 | Mejor actor | Los tres entierros de Melquiades Estrada | Ganador   |

Festival Internacional de Cine de San Sebastián
| Año  | Categoría       | Resultado |
| ---- | --------------- | --------- |
| 2012 | Premio Donostia | Ganador   |